# Abri du Cheix
L’abri du Cheix est une grotte peu profonde (ou un abri sous roche) et un site préhistorique situé sur la commune de Saint-Diéry, dans le département du Puy-de-Dôme, en Auvergne, en France. Le site a été occupé de l'Épipaléolithique au Néolithique. Il est notamment connu pour avoir abrité la sépulture d'une jeune fille, à laquelle on a donné le nom du site.

## Localisation
L'abri du Cheix est situé sur la commune de Saint-Diéry, près de Besse-et-Saint-Anastaise, sur la bordure orientale des monts Dore. À 760 m d'altitude, au pied d'un escarpement basaltique, il domine de 80 m la vallée de la Couze Pavin, près du village du Cheix, qui se trouve à l'ouest du bourg, au bord de la rivière.

## Historique
L'abri a été fouillé en 1937 et 1938 par Georges Desrut, un archéologue amateur, et son gendre E. Deret. Ils ont publié leur découverte en 1939 et 1940. Le site a été détruit vers 1970 par l'ouverture d'une carrière.

## Vestiges
La fouille du site a livré un grand nombre d'outils en silex, des restes fossiles d'animaux, des objets de parure et surtout la sépulture en excellent état d'une jeune femme inhumée en position fœtale, souvent désignée comme la « jeune fille du Cheix ».

## Datation
Le site a été daté de l'Azilien par les fouilleurs et, à nouveau, par Jean-Pierre Daugas en 1979. Il est aujourd'hui qualifié plus généralement d'épipaléolithique. Mais il y a des traces d'une occupation ultérieure au Néolithique.
« Le gisement épipaléolithique est caractéristique des petites occupations épisodiques de la moyenne montagne auvergnate ».

## La « jeune fille du Cheix »

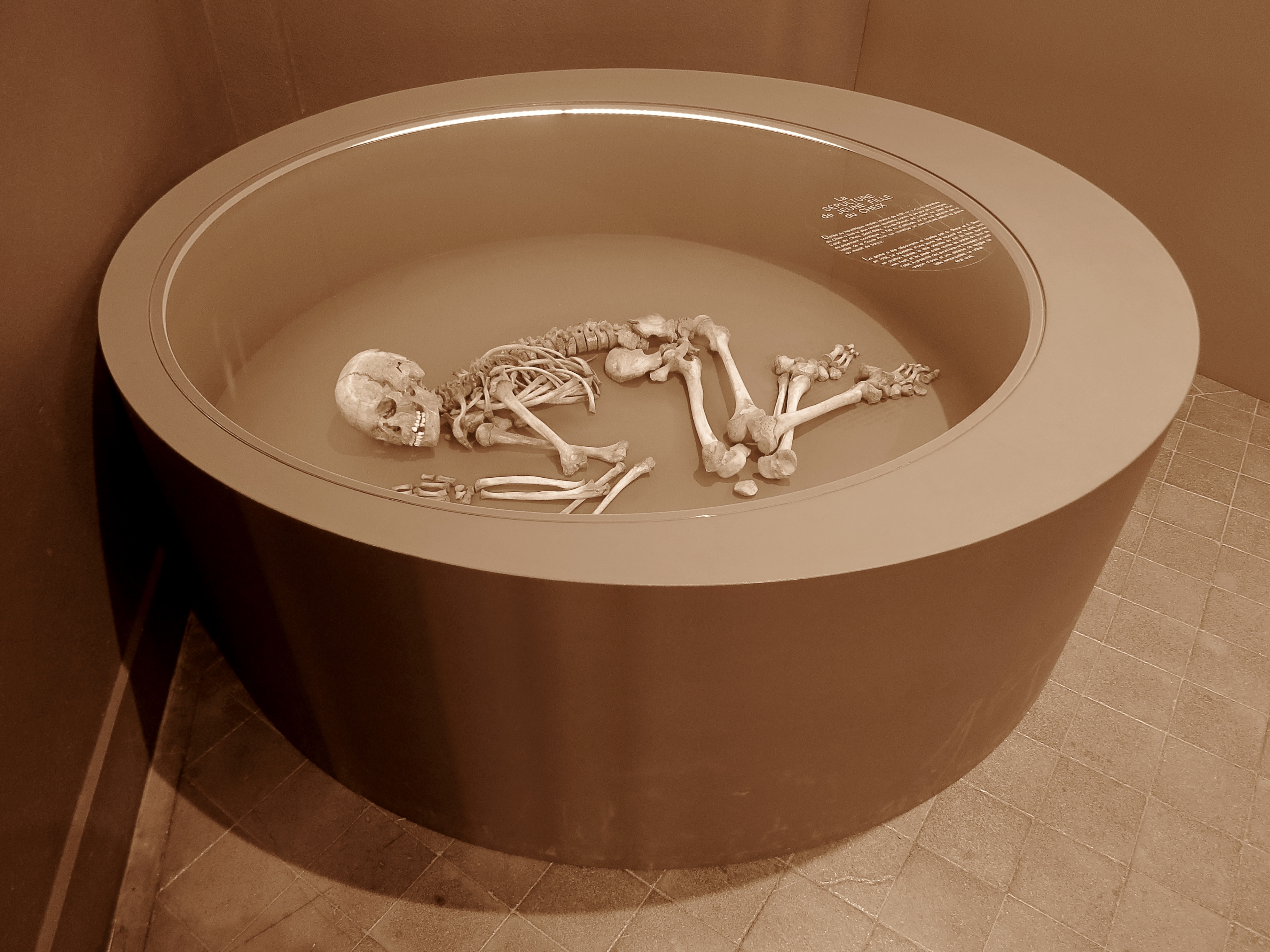
Jeune fille du Cheix

Le squelette fossile est exposé au musée Bargoin, à Clermont-Ferrand ; il est dans un excellent état. Il a été longtemps considéré comme contemporain de l'essentiel du matériel retrouvé dans l'abri et daté de l'Azilien.
Jean-Pierre Daugas, dans son article de 1979, a suggéré qu'il pouvait être plus récent et l'a rapproché de quelques objets lithiques du Néolithique également présents dans la grotte. Une datation par le carbone 14 a permis plus récemment de confirmer cette hypothèse, en donnant 6 710 ± 70 ans avant le présent, soit la période du Néolithique ancien. La sépulture a donc été creusée par les hommes du Néolithique dans une strate du campement azilien.